# 齊斯肯湖 (奧得-施普雷縣)
52°6′22″N 14°28′12″E / 52.10611°N 14.47000°E
齊斯肯湖（德語：Ziskensee），是德國的湖泊，位於該國西南部，由勃蘭登堡州負責管轄，處於奧得-施普雷縣，面積0.03平方公里，海拔高度75米，最大水深5米。